# Temporada 1997-1998 del FC Barcelona (femení)
La temporada 1997-98 és la 10a en la història del Club Femení Barcelona.

## Desenvolupament de la temporada
Les jugadores queden segones classificades del grup 3 de Divisió d'Honor i no es classifiquen per la final a quatre.
Cal remarcar que no s'hi van classificar per una errada de la Federació Espanyola de Futbol que va adjudicar una targeta groga a una jugadora errònia; fent així que al següent partit una jugadora que estava apercebuda de suspensió per tenir 4 grogues, va veure la cinquena i el rival, el Sant Vicenç, acabaria gràcies a aquesta impugnació com a primer classificat de la lliga. La Federació posteriorment va donar la raó al club però el Comitè Espanyol de Disciplina Esportiva ho va contradir i va donar la victòria a l'equip valencià per 0-3.
El club va renunciar a jugar la ronda preliminar de Copa de la Reina com a protesta.

## Jugadores i cos tècnic

### Plantilla 1997-98
La plantilla i el cos tècnic del primer equip per a l'actual temporada (manca informació) són els següents:
| N. | Pos. | Nac. | Jugador        |
| -- | ---- | --- | -------------- |
| —  | MIG  | [[Fitxer:Flag of Catalonia.svg\|23x15px\|border \|alt=Catalunya\|link=Selecció de futbol de Catalunya\|{{#if:\|]] | Beatriz García |
| —  | DAV  | [[Fitxer:Flag of Catalonia.svg\|23x15px\|border \|alt=Catalunya\|link=Selecció de futbol de Catalunya\|{{#if:\|]] | Marina Torras  |

| N. | Pos. | Nac.                                                                                 | Jugador           |
| -- | ---- | ------------------------------------------------------------------------------------ | ----------------- |
| —  |      | [[Fitxer:Flag placeholder.svg\|23x15px\| \|alt=\|link=Selecció de futbol\|{{#if:\|]] | Carolina Juliench |
| —  |      | [[Fitxer:Flag placeholder.svg\|23x15px\| \|alt=\|link=Selecció de futbol\|{{#if:\|]] | Cristina Pacheco  |

### Cos tècnic 1997-98
- Entrenador:  Luis de la Pena

## Partits
Victòria       Empat       Derrota

### Lliga
| 21 de setembre de 1997 | Club Femení Barcelona | 5-0   | Sporting Plaza Argel (femení) | Barcelona, Catalunya                        |  |
| Jornada 1              |                       | [ 4 ] |                               | Zona Esportiva del FC Barcelona Catalunya · |  |

| 28 de setembre de 1997 | RCD Espanyol (femení) | 1-3   | Club Femení Barcelona | Barcelona, Catalunya |  |
| Jornada 2              |                       | [ 4 ] |                       |                      |  |

| 5 d'octubre de 1997 | Club Femení Barcelona | 9-0   | Terrassa Futbol Club (femení) | Barcelona, Catalunya                        |  |
| Jornada 3           |                       | [ 4 ] |                               | Zona Esportiva del FC Barcelona Catalunya · |  |

| 12 d'octubre de 1997 | Torrent (femení) | 0-11  | Club Femení Barcelona | Torrent, Comunitat Valenciana |  |
| Jornada 4            |                  | [ 4 ] |                       |                               |  |

| 26 d'octubre de 1997 | Club Femení Barcelona | 4-1   | Club Futbol Femení Tortosa Ebre | Barcelona, Catalunya                        |  |
| Jornada 5            |                       | [ 4 ] |                                 | Zona Esportiva del FC Barcelona Catalunya · |  |

| 9 de novembre de 1999 | CF Pardinyes (femení) | 1-9   | Club Femení Barcelona | Pardinyes, Catalunya |  |
| Jornada 6             |                       | [ 4 ] |                       |                      |  |

| 16 de novembre de 1997 | Club Femení Barcelona | 6-0   | Unió Esportiva L'Estartit (femení) | Barcelona, Catalunya                        |  |
| Jornada 7              |                       | [ 4 ] |                                    | Zona Esportiva del FC Barcelona Catalunya · |  |

| 23 de novembre de 1997 | Sant Vicent València Club de Futbol | 3-2   | Club Femení Barcelona | València, Comunitat Valenciana |  |
| Jornada 8              |                                     | [ 4 ] |                       |                                |  |

| 30 de novembre de 1997 | Club Femení Barcelona | 3-3   | Unió Esportiva Cornellà (femení) | Barcelona, Catalunya                        |  |
| Jornada 9              |                       | [ 4 ] |                                  | Zona Esportiva del FC Barcelona Catalunya · |  |

| 14 de desembre de 1997 | Club de Fútbol Llers (femení) | 1-6   | Club Femení Barcelona | Llers, Catalunya |  |
| Jornada 10             |                               | [ 4 ] |                       |                  |  |

| 21 de desembre de 1997 | El Raval | 0-24  | Club Femení Barcelona | Barcelona, Catalunya |  |
| Jornada 11             |          | [ 4 ] |                       |                      |  |

| 4 de gener de 1998 | Club Femení Barcelona | 3-2   | Centre d'Esports Sabadell Futbol Club (femení) | Barcelona, Catalunya                        |  |
| Jornada 12         |                       | [ 4 ] |                                                | Zona Esportiva del FC Barcelona Catalunya · |  |

| 11 de gener de 1998 | Sporting Plaza Argel (femení) | 0-3   | Club Femení Barcelona | Alacant, Comunitat Valenciana |  |
| Jornada 13          |                               | [ 4 ] |                       |                               |  |

| 18 de gener de 1998 | Club de Futbol Femení Athenas | 0-9   | Club Femení Barcelona | Barcelona, Catalunya |  |
| Jornada 14          |                               | [ 4 ] |                       |                      |  |

| 25 de gener de 1998 | Club Femení Barcelona | 3-3   | Reial Club Deportiu Espanyol de Barcelona | Barcelona, Catalunya                        |  |
| Jornada 15          |                       | [ 4 ] |                                           | Zona Esportiva del FC Barcelona Catalunya · |  |

| 1 de febrer de 1998 | Terrassa Futbol Club (femení) | 2-2   | Club Femení Barcelona | Terrassa, Catalunya |  |
| Jornada 16          |                               | [ 4 ] |                       |                     |  |

| 8 de febrer de 1998 | Club Femení Barcelona | 11-0  | Torrent (femení) | Torrent, Comunitat Valenciana |  |
| Jornada 17          |                       | [ 4 ] |                  |                               |  |

| 15 de febrer de 1998 | Club Futbol Femení Tortosa Ebre | 0-4   | Club Femení Barcelona | Tortosa, Catalunya               |  |
| Jornada 18           |                                 | [ 4 ] |                       | Municipal de Tortosa Catalunya · |  |

| 22 de febrer de 1998 | Club Femení Barcelona | 4-0   | CF Pardinyes (femení) | Barcelona, Catalunya                        |  |
| Jornada 19           |                       | [ 4 ] |                       | Zona Esportiva del FC Barcelona Catalunya · |  |

| 1 de març de 1998 | Unió Esportiva L'Estartit (femení) | 0-4   | Club Femení Barcelona | L'Estartit, Torroella de Montgrí, Catalunya |  |
| Jornada 20        |                                    | [ 4 ] |                       |                                             |  |

| 8 de març de 1998 | Club Femení Barcelona | 2-1/0-3 (Resultat administratiu. Anul·lat per alineació indeguda) | Sant Vicent València Club de Futbol | Barcelona, Catalunya                        |  |
| Jornada 21        |                       | [ 4 ]                                                             |                                     | Zona Esportiva del FC Barcelona Catalunya · |  |

| 15 de març de 1998 | Unió Esportiva Cornellà (femení) | 0-1   | Club Femení Barcelona | Cornellà de Llobregat, Catalunya |  |
| Jornada 22         |                                  | [ 4 ] |                       |                                  |  |

| 22 de març de 1998 | Club Femení Barcelona | 7-3   | Club de Fútbol Llers (femení) | Barcelona, Catalunya                        |  |
| Jornada 23         |                       | [ 4 ] |                               | Zona Esportiva del FC Barcelona Catalunya · |  |

| 29 de març de 1998 | Club Femení Barcelona | 21-0 / partit posteriorment anul·lat per retirada d'El Raval | El Raval | Barcelona, Catalunya                        |  |
| Jornada 24         |                       | [ 4 ]                                                        |          | Zona Esportiva del FC Barcelona Catalunya · |  |

| 5 d'abril de 1998 | Centre d'Esports Sabadell Futbol Club (femení) | 1-2   | Club Femení Barcelona | Sabadell, Catalunya |  |
| Jornada 25        |                                                | [ 4 ] |                       |                     |  |

| 19 d'abril de 1998 | Club Femení Barcelona | 2-1   | Club de Futbol Femení Athenas | Barcelona, Catalunya                        |  |
| Jornada 26         |                       | [ 4 ] |                               | Zona Esportiva del FC Barcelona Catalunya · |  |